# Кровообращение

Схема кровообращения человека

Кровообраще́ние — процесс циркуляции крови по организму. 
У примитивных живых организмов, например кольчатых червей, система кровообращения замкнутая и представлена только кровеносными сосудами, а роль насоса (сердца) выполняют специализированные сосуды, обладающие способностью к ритмичным сокращениям. Система кровообращения имеется и у членистоногих, однако она не замкнута в единый контур. У примитивных хордовых, например ланцетников, кровообращение осуществляется по замкнутому контуру, сердце отсутствует. Начиная с представителей класса рыб, кровь приводится в движение сокращениями сердца и циркулирует по сосудам. Кровь снабжает ткани организма кислородом, питательными веществами, гормонами и доставляет продукты обмена веществ к органам их выделения. Обогащение крови кислородом происходит в лёгких, а насыщение питательными веществами — в органах пищеварения. В печени и почках происходит нейтрализация и вывод продуктов метаболизма. Кровообращение регулируется гормонами и вегетативной нервной системой. Различают малый (через лёгкие) и большой (через органы и ткани) круги кровообращения.
На примере сердечно-сосудистой системы рыб, амфибий, рептилий и птиц можно наглядно показать различные стадии эволюции системы кровообращения. Кровеносная система рыб замкнутая, представлена единственным кругом и двухкамерным сердцем. У земноводных и пресмыкающихся (кроме крокодила) двумя кругами кровообращения и трёхкамерным сердцем. У птиц четырёхкамерное сердце и два круга кровообращения. Кровеносная система человека и многих животных состоит из сердца и сосудов, по которым кровь движется к тканям и органам, а затем возвращается в сердце. Крупные сосуды, по которым кровь движется к органам и тканям, называются артериями. Артерии разветвляются на более мелкие артерии, артериолы, и, наконец, на капилляры. По сосудам, называемым венами, кровь возвращается в сердце. Сердце четырёхкамерное и имеет два круга кровообращения.

## Историческая справка
Ещё исследователи далёкой древности предполагали, что в живых организмах все органы функционально связаны и оказывают влияние друг на друга. Высказывались самые различные предположения. Ещё Гиппократ и Аристотель интересовались вопросами кровообращения и изучали его. Однако их представления были не совершенны и во многих случаях ошибочны. Венозные и артериальные кровеносные сосуды они представляли как две самостоятельные системы, не соединённые между собой. Считалось, что кровь движется только по венам, в артериях же находится воздух. Это обосновывали тем, что при вскрытии трупов людей и животных в венах кровь была, а артерии были пустые, без крови.
Это убеждение было опровергнуто в результате трудов римского исследователя и врача Клавдия Галена (130—200). Он экспериментально доказал, что кровь движется сердцем и по артериям, и по венам.
После Галена вплоть до XVII века считали, что кровь из правого предсердия попадает в левое каким-то образом через перегородку.
В 1628 году английский физиолог, анатом и врач Уильям Гарвей (1578—1657 г.) опубликовал свой труд «Анатомическое исследование о движении сердца и крови у животных», в котором впервые в истории медицины экспериментально показал, что кровь движется от желудочков сердца по артериям и возвращается к предсердиям по венам. Несомненно, обстоятельством, которое более других привело Уильяма Гарвея к осознанию того, что кровь циркулирует, явилось наличие в венах клапанов, функционирование которых есть пассивный гидродинамический процесс. Он понял, что это могло бы иметь смысл только в том случае, если кровь в венах течёт к сердцу, а не от него, как предположил Гален и как полагала европейская медицина до времён Гарвея. Гарвей был также первым, кто количественно оценил сердечный выброс у человека, и преимущественно благодаря этому, несмотря на огромную недооценку (1020,6 г, то есть около 1 л/мин вместо 5 л/мин), скептики убедились, что артериальная кровь не может непрерывно создаваться в печени, и, следовательно, она должна циркулировать. Таким образом, им была построена современная схема кровообращения человека и других млекопитающих, включающая два круга (см. ниже). Невыясненным оставался вопрос о том, как кровь попадает из артерий в вены.
Занимательно, что именно в год публикации революционного труда Гарвея (1628) родился Марчелло Мальпиги, который в 1661 году открыл капилляры — звено кровеносных сосудов, которое соединяет артерии и вены, — и таким образом завершил описание замкнутой сосудистой системы.
Самые первые количественные измерения механических явлений в кровообращении были сделаны Стивеном Хейлзом (1677—1761 г.), который измерил артериальное и венозное кровяное давление, объём отдельных камер сердца и скорость вытекания крови из нескольких вен и артерий, продемонстрировав таким образом, что большая часть сопротивления течению крови приходится на область микроциркуляции. Он полагал, что вследствие упругости артерий течение крови в венах более или менее установившееся, а не пульсирующее, как в артериях.
Позже, в XVIII и XIX веках ряд известных гидромехаников заинтересовались вопросами циркуляции крови и внесли существенный вклад в понимание этого процесса. Среди них были Эйлер, Даниил Бернулли (бывший на самом деле профессором анатомии) и Пуазейль (также врач; его пример особенно показывает, как попытка решить частную прикладную задачу может привести к развитию фундаментальной науки). Одним из крупнейших учёных-универсалов был Томас Юнг (1773—1829 г.), также врач, чьи исследования в оптике привели к принятию волновой теории света и пониманию восприятия цвета. Другая важная область исследований касается природы упругости, в частности свойств и функции упругих артерий; его теория распространения волн в упругих трубках до сих пор считается фундаментальным корректным описанием пульсового давления в артериях. Именно в его лекции по этому вопросу в Королевском обществе в Лондоне содержится явное заявление, что «вопрос о том, каким образом и в какой степени циркуляция крови зависит от мышечных и упругих сил сердца и артерий в предположении, что природа этих сил известна, должен стать просто вопросом наиболее усовершенствованных разделов теоретической гидравлики».

## Механизм кровообращения
Движение крови по сосудам осуществляется, главным образом, благодаря разности давлений между артериальной системой и венозной. Это утверждение полностью справедливо для артерий и артериол, в капиллярах и венах появляются вспомогательные механизмы, о которых ниже. Разность давлений создаётся ритмической работой сердца, перекачивающего кровь из вен в артерии. Поскольку давление в венах очень близко к нулю, эту разность можно принять, для практических целей, равной артериальному давлению.

### Сердечный цикл

Анимация кровообращения

Правая половина сердца и левая работают синхронно. Для удобства изложения здесь будет рассмотрена работа левой половины сердца.
Сердечный цикл включает в себя общую диастолу (расслабление), систолу (сокращение) предсердий, систолу желудочков.
Во время общей диастолы давление в полостях сердца близко к нулю, в аорте медленно понижается с систолического до диастолического, в норме у человека равными соответственно 120 и 80 мм рт. ст. Поскольку давление в аорте выше, чем в желудочке, аортальный клапан закрыт. Давление в крупных венах (центральное венозное давление, ЦВД) составляет 2—3 мм рт. ст., то есть чуть выше, чем в полостях сердца, так что кровь поступает в предсердия и, транзитом, в желудочки. Предсердно-желудочковые клапаны в это время открыты.
Во время систолы предсердий циркулярные мышцы предсердий пережимают вход из вен в предсердия, что препятствует обратному потоку крови, давление в предсердиях повышается до 8—10 мм рт. ст., и кровь перемещается в желудочки.
Во время последующей систолы желудочков давление в них становится выше давления в предсердиях (которые начинают расслабляться), что приводит к закрытию предсердно-желудочковых клапанов. Внешним проявлением этого события является I тон сердца. Затем давление в желудочке превышает аортальное, в результате чего открывается клапан аорты и начинается изгнание крови из желудочка в артериальную систему. Расслабленное предсердие в это время заполняется кровью. Физиологическое значение предсердий главным образом состоит в роли промежуточного резервуара для крови, поступающей из венозной системы во время систолы желудочков.
В начале общей диастолы, давление в желудочке падает ниже аортального (закрытие аортального клапана, II тон), потом ниже давления в предсердиях и венах (открытие предсердно-желудочковых клапанов), желудочки снова начинают заполняться кровью.
Сердечный цикл длится до 1 с, соответственно, сердце делает от 60 сокращений в минуту (частота сердечных сокращений, ЧСС). Нетрудно подсчитать, что даже в состоянии покоя сердце перегоняет 4,5 — 5 л крови в минуту (минутный объём сердца, МОС). Во время максимальной нагрузки ударный объём сердца тренированного человека может превышать 200 мл, пульс — превышать 200 ударов в минуту, а циркуляция крови может достигать 40 л в минуту.

### Артериальная система
Артерии, которые почти не содержат гладких мышц, но имеют мощную эластическую оболочку, выполняют главным образом «буферную» роль, сглаживая перепады давлений между систолой и диастолой. Стенки артерий упруго растяжимы, что позволяет им принять дополнительный объём крови, «вбрасываемый» сердцем во время систолы, и лишь умеренно, на 50—60 мм рт. ст. поднять давление. Во время диастолы, когда сердце ничего не перекачивает, именно упругое растяжение артериальных стенок поддерживает давление, не давая ему упасть до нуля, и тем самым обеспечивает непрерывность кровотока. Именно растяжение стенки сосуда воспринимается как удар пульса.
Артериолы обладают развитой гладкой мускулатурой, благодаря которой способны активно менять свой просвет и, таким образом, регулировать сопротивление кровотоку. Именно на артериолы приходится наибольшее падение давления, и именно они определяют соотношение объёма кровотока и артериального давления. Соответственно, артериолы именуют резистивные сосуды.

### Капилляры
Капилляры характеризуются тем, что их сосудистая стенка представлена одним слоем клеток, так что они высоко проницаемы для всех растворенных в плазме крови низкомолекулярных веществ. Здесь происходит обмен веществ между тканевой жидкостью и плазмой крови.
- при прохождении крови через капилляры плазма крови 40 раз полностью обновляется с интерстициальной (тканевой) жидкостью;
- объём только диффузии через общую обменную поверхность капилляров организма составляет около 60 л/мин или примерно 85 000 л/сут;
- давление в начале артериальной части капилляра 37,5 мм рт. ст.;
- эффективное давление составляет около (37,5 — 28) = 9,5 мм рт. ст.;
- давление в конце венозной части капилляра, направленное наружу капилляра, 20 мм рт. ст.;
- эффективное реабсорбционное давление около (20 — 28) = — 8 мм рт. ст.

### Венозная система
От органов кровь возвращается через посткапилляры в венулы и вены в правое предсердие по верхней и нижней полым венам, а также по коронарным венам.
Венозный возврат осуществляется по нескольким механизмам.
Во-первых, базовый механизмам благодаря перепаду давлений в конце венозной части капилляра, направленное наружу капилляра около 20 мм рт. ст., в ТЖ — 28 мм рт. ст., .), эффективное реабсорбционное давление, направленное внутрь капилляра, около (20 — 28) = минус 8 мм рт. ст (- 8 мм рт. ст.).
Во-вторых, для вен скелетных мышц важно, что при сокращении мышцы давление «извне» превышает давление в вене, так что кровь «выжимается» из вен сократившейся мышцы. Присутствие же венозных клапанов определяет направление движения крови при этом — от артериального конца к венозному. Этот механизм особенно важен для вен нижних конечностей, поскольку здесь кровь по венам поднимается, преодолевая гравитацию.
В-третьих, присасывающая роль грудной клетки. Во время вдоха давление в грудной клетке падает ниже атмосферного (которое мы принимаем за ноль), что обеспечивает дополнительный механизм возврата крови.
Величина просвета вен, а соответственно и их объём, значительно превышают таковые артерий. Кроме того, гладкие мышцы вен обеспечивают изменение их объёма в весьма широких пределах, приспосабливая их ёмкость к меняющемуся объёму циркулирующей крови. поэтому физиологическая роль вен определяется как «ёмкостные сосуды».

## Количественные показатели и их взаимосвязь
Ударный объём сердца (Vcontr) — объём, который левый желудочек выбрасывает в аорту (а правый — в лёгочный ствол) за одно сокращение. У человека равен 50—70 мл.
Минутный объём кровотока (Vminute) — объём крови, проходящий через поперечное сечение аорты (и лёгочного ствола) за минуту. У взрослого человека минутный объём приблизительно равен 5-7 литров.
Частота сердечных сокращений (Freq) — число сокращений сердца в минуту.
Артериальное давление — давление крови в артериях.
Систолическое давление — наивысшее давление во время сердечного цикла, достигаемое к концу систолы.
Диастолическое давление — самое низкое давление во время сердечного цикла, достигается в конце диастолы желудочков.
Пульсовое давление — разность между систолическим и диастолическим.
Среднее артериальное давление (Pmean) проще всего определить в виде формулы. Итак, если артериальное давление во время сердечного цикла является функцией от времени, то
(2) {\displaystyle P_{mean}={\frac {\int _{t_{begin}}^{t_{end}}P(t)\,dt}{t_{end}-t_{begin}}}}
где tbegin и tend — время начала и конца сердечного цикла, соответственно.
Физиологический смысл этой величины: это такое эквивалентное давление, что, будь оно постоянным, минутный объём кровотока не отличался бы от наблюдаемого в действительности.
Общее периферическое сопротивление — сопротивление, которое сосудистая система оказывает кровотоку. Прямо оно измерено быть не может, но может быть вычислено, исходя из минутного объёма и среднего артериального давления.
(3) {\displaystyle V_{minute}={\frac {P_{mean}}{R_{perif}}}}
Минутный объём кровотока равен отношению среднего артериального давления к периферическому сопротивлению.
Это утверждение является одним из центральных законов гемодинамики.
Сопротивление одного сосуда с жёсткими стенками определяется законом Пуазейля:
(4) {\displaystyle Resist={\frac {8\eta L}{\pi R^{4}}}}
где {\displaystyle \eta } — вязкость жидкости, R — радиус и L — длина сосуда.
Для последовательно включенных сосудов, сопротивления складываются:
(5) {\displaystyle Resist_{series}=\sum _{n=1}^{N}Resist_{n}}
Для параллельных, складываются проводимости:
(6) {\displaystyle {\frac {1}{Resist_{parallel}}}=\sum _{n=1}^{N}{\frac {1}{Resist_{n}}}}
Таким образом, общее периферическое сопротивление зависит от длины сосудов, числа параллельно включённых сосудов и радиуса сосудов. Понятно, что не существует практического способа узнать все эти величины, кроме того, стенки сосудов не являются жёсткими, а кровь не ведёт себя как классическая Ньютоновская жидкость с постоянной вязкостью. В силу этого, как отмечал В. А. Лищук в «Математической теории кровообращения», «закон Пуазейля имеет для кровообращения скорее иллюстративную, чем конструктивную роль». Тем не менее, понятно, что из всех факторов, определяющих периферическое сопротивление, наибольшее значение имеет радиус сосудов (длина в формуле стоит в 1-й степени, радиус же — в 4-й), и что этот же фактор — единственный, способный к физиологической регуляции. Количество и длина сосудов постоянны, радиус же может меняться в зависимости от тонуса сосудов, главным образом, артериол.
С учётом формул (1), (3) и природы периферического сопротивления, становится понятно, что среднее артериальное давление зависит от объёмного кровотока, который определяется главным образом сердцем (см. (1)) и тонуса сосудов, преимущественно артериол.

## Кровообращение у различных классов животных
В зависимости от класса, к которому относится конкретный вид живого организма система кровообращения различается, что обусловлено эволюционным развитием.

### Кровообращение кольчатых червей
У большинства видов кольчатых червей кровообращение осуществляется по замкнутой схеме, его основу составляют спинной и брюшной сосуды, соединённые кольцевыми сосудами, которые напоминают артерии и вены. Сердца нет, его роль выполняют участки спинного и циркулярных сосудов, содержащие сократительные элементы. В зависимости от типа дыхательных пигментов кровь у одних аннелид красная, а у других — бесцветная или зелёная. Дыхание кожное, у морских видов — с помощью жабр на параподиях.

### Кровообращение членистоногих
У представителей членистоногих система кровообращения незамкнута. Сосуды открываются в полость тела и смешиваются с полостной жидкостью, образуя гемолимфу.

### Кровообращение примитивных хордовых

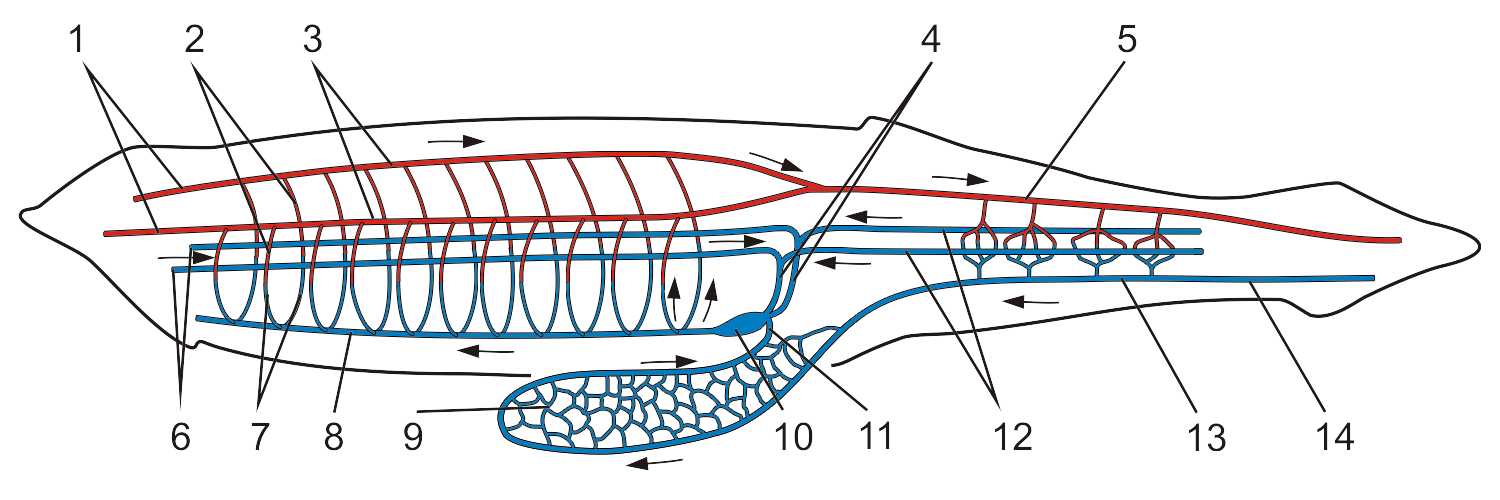
Схема кровообращения ланцетника: 1. Сонные артерии. 2. Выносящие жаберные артерии. 3. Корни спинной аорты. 4. Кювьеровы протоки. 5. Спинная аорта. 6. Передние кардинальные вены. 7. Приносящие жаберные артерии. 8. Брюшная аорта. 9. Воротная система печёночного выроста. 10. Венозный синус. 11. Печёночная вена. 12. Задние кардинальные вены. 13. Подкишечная вена. 14. Хвостовая вена

Кровообращение (кровеносная система) представлено замкнутым контуром и отграничено от окружающих органов и тканей стенками кровеносных сосудов, сердце отсутствует. Артериальная часть системы кровообращения ланцетников представлена системой сосудов и клапанов. Под глоткой располагается брюшная аорта (aorta ventralis) — крупный сосуд, стенки которого постоянно пульсируют и перегоняют кровь, таким образом заменяя сердце. Пульсация происходит посредством медленного, нескоординированного сокращения миоэпителиального слоя рядом расположенных целомических полостей. По брюшной аорте венозная кровь движется к головному концу тела. Через тонкие покровы сотен жаберных артерий (выносящих), отходящих по числу межжаберных перегородок от брюшной аорты, происходит поглощение кровью растворённого в воде кислорода. Основания жаберных артерий — луковички — также обладают способностью к пульсации. Жаберные артерии впадают в парные (правый и левый) корни спинной аорты (aorta dorsalis), которая находится у заднего края глотки, и тянется под хордой до конца хвоста. Передний конец тела снабжается кровью двумя короткими веточками парных корней спинной аорты (aorta dorsalis) — сонными артериями. По ответвляющимся от дорсальной аорты артериям кровь поступает во все части тела.
Пройдя по капиллярной системе, от стенок кишечника венозная кровь собирается в непарную подкишечную вену, идущую в виде печёночной вены к печёночному выросту. В нём кровь вновь рассыпается на капилляры — формируется воротная система печени. Капилляры печёночного выроста вновь сливаются в короткую печёночную вену, впадающую в небольшое расширение — венозный синус (ланцетник). Из обоих концов тела кровь собирается в парные передние и задние кардинальные вены. С каждой стороны они сливаются и образуют правый и левый кювьеровы протоки (общие кардинальные вены), впадающие в венозный синус, который является началом брюшной аорты. Из этого следует, что у ланцетников один круг кровообращения. Их кровь бесцветна и не содержит дыхательных пигментов. Насыщенность кислородом крови в артериях и венах сходна — небольшие размеры животных и однослойная кожа позволяют насыщать кровь кислородом не только через жаберные артерии, но и всеми поверхностными сосудами тела.

### Кровообращение рыб

Двухкамерное сердце рыб

Согласно эволюционному учению, впервые сердце как полноценный орган отмечается у рыб: сердце здесь двухкамерное, появляется клапанный аппарат и сердечная сумка. Сердце рыб, состоящее из одного желудочка и предсердия (двухкамерное сердце), перекачивает только венозную кровь. У рыб система кровообращения представлена только одним замкнутым контуром (единственным кругом кровообращения), по которому кровь циркулирует через капилляры жабр затем собирается в сосуды и снова делится на капилляры тканей организма. После чего снова собирается в печёночную и кардиальную вены, которые впадают в венозный синус сердца. Таким образом, сердце рыбы представлено только одним насосом, состоящим из двух основных камер: предсердия и желудочка.
Систему кровообращения примитивных рыб можно условно представить в виде последовательно расположенного «четырёхкамерного» сердца, совершенно не похожего на четырёхкамерное сердце птиц и млекопитающих:
1. «первая камера» представлена венозным синусом, принимающим неоксигенированную (бедную кислородом) кровь от тканей рыбы (из печёночной и кардинальной вен);
2. «вторая камера» — собственно предсердие, оснащённое клапанами;
3. «третья камера» — собственно желудочек;
4. «четвёртая камера» — аортальный конус, содержащий несколько клапанов и передающий кровь в брюшную аорту.

Брюшная аорта рыб несёт кровь к жабрам, где происходит оксигенация (насыщение кислородом) и по спинной аорте кровь доставляется к остальным частям тела рыбы.
У высших рыб, четыре камеры расположены не в виде прямолинейного ряда, а образуют S-образное образование с последними двумя камерами, лежащими ниже первых двух. Эта относительно простая картина наблюдается у хрящевых рыб и у кистепёрых рыб. У костистых рыб артериальный конус очень мал и может быть более точно определён как часть аорты, а не сердца.

### Кровообращение земноводных и пресмыкающихся
В отличие от рыб, земноводные (амфибии) и пресмыкающиеся (рептилии или гады) уже имеют два круга кровообращения и сердце у них трёхкамерное (появляется межпредсердная перегородка). Единственные современные рептилии, имеющие хотя и неполноценное (межжелудочковая перегородка не полностью разделяет левый и правый желудочек, остаётся небольшое отверстие, что скорей всего связано с переходом предков к полуводному образу жизни и снижению активности), но уже четырёхкамерное сердце — крокодилы. Однако имеется механизм управляемого смешивания артериальной крови с венозной. В отличие от млекопитающих и птиц, у крокодилов сохраняется обе дуги аорты — в системном круге кровообращения имеется «дополнительная» левая дуга аорты, берущая начало в правом желудочке (т.е. там же, где и легочная артерия) за счет специфичного расположения межжелудочковой перегородки. При этом левая и правая дуги аорты на выходе из сердца очень плотно прилегают друг к другу, в месте их перекреста имеется анастомоз («паницциево отверстие»), и кровь может поступать из одной дуги в другую.
Считается, что впервые четырёхкамерное сердце появилось у примитивных архозавров и развитых синапсидов. В дальнейшем такое строение сердца унаследовали прямые потомки динозавров — птицы и потомки примитивных млекопитающих — современные млекопитающие.
Итак, система кровообращения земноводных устроена сложнее, чем у рыб: у земноводных 2 круга кровообращения, соединённых в последовательный замкнутый контур и 3-х камерное сердце состоящее из 2-х предсердий и 1 желудочка в котором смешиваются артериальная и венозная кровь. Тем не менее, полного разделения на два независимых круга кровообращения не происходит, поскольку венозная и артериальная кровь смешиваются в общем для обеих кругов кровообращения желудочке сердца.
Как и амфибии, большинство пресмыкающихся обладают трёхкамерным сердцем, состоящим из желудочка и двух предсердий. Желудочек разделён неполной перегородкой на две половины: верхнюю и нижнюю.
При такой конструкции сердца в щелевидном пространстве вокруг неполной перегородки желудочка устанавливается градиент (разность) количества кислорода крови. После сокращения предсердий артериальная кровь из левого предсердия оказывается в верхней половине желудочка и вытесняет венозную кровь, излившуюся из правой части желудочка, в нижнюю половину. В правой части желудочка оказывается смешанная кровь. При сокращении желудочка каждая порция крови устремляется к ближайшему отверстию: артериальная кровь из верхней половины — в правую дугу аорты, венозная кровь из нижней половины — в лёгочную артерию, а смешанная кровь из правой части желудочка — в левую дугу аорты. Поскольку именно правая дуга аорты несёт кровь к мозгу, мозг получает наиболее обогащённую кислородом кровь. У крокодилов перегородка полностью разделяет желудочек на две половины: правую — венозную и левую — артериальную, таким образом сформировав четырёхкамерное сердце, практически как у млекопитающих и птиц.
В противоположность общему артериальному стволу земноводных, у рептилий наблюдается три самостоятельных сосуда: лёгочная артерия и правая и левая дуги аорты. Каждая дуга аорты загибается назад вокруг пищевода, и, сойдясь друг с другом, они сливаются в непарную спинную аорту. Спинная аорта тянется назад, по пути отсылая артерии ко всем органам. От правой дуги аорты, отходящей от левого артериального желудочка, ответвляются общим стволом правая и левая сонные артерии, от правой дуги отходят обе подключичные артерии, несущие кровь к передним конечностям.
Полного разделения на два независимых круга кровообращения у пресмыкающихся (включая крокодилов) не происходит, поскольку венозная и артериальная кровь смешиваются в спинной аорте.
Подобно рыбам и амфибиям, все современные пресмыкающиеся — холоднокровные животные.

### Кровообращение птиц и зверей
Кровообращение у птиц и млекопитающих (или зверей) представлено полностью разделёнными двумя кругами кровообращения, соединёнными в последовательный замкнутый контур: малым, в котором происходит газообмен и большим, по которому обогащённая кислородом и питательными веществами кровь отправляется к системам органов и тканей и возвращается к четырёхкамерному сердцу, унося углекислый газ и другие продукты метаболизма. Схему кровообращения можно представить следующим образом: из одной или двух передних (верхних) и задней (нижней) полых вен кровь поступает в правое предсердие, затем в правый желудочек, затем по малому кругу кровообращения кровь проходит через лёгкие, где обогащается кислородом (оксигенируется), поступает в левое предсердие, затем в левый желудочек и, далее, в основную артерию организма — аорту (птицы имеют правую дугу аорты, млекопитающие — левую). Сердце птиц и зверей (млекопитающих) — четырёхкамерное. Различают (анатомически): правое предсердие, правый желудочек, левое предсердие и левый желудочек. Между предсердиями и желудочками находятся фиброзно-мышечные клапаны — справа трёхстворчатый (или трикуспидальный), слева двустворчатый (или митральный). На выходе из желудочков соединительнотканные клапаны (лёгочный справа и аортальный слева). Таким образом, четырёхкамерное сердце можно представить в виде двух полностью независимых насосов, соединённых последовательно и закольцованых.

### Кровообращение человека

Циркуляция крови через сердце.

- большой круг кровообращения начинается в левом желудочке и оканчивается в правом предсердии;
- ма́лый круг кровообращения начинается в правом желудочке и оканчивается в левом предсердии.

Кровообращение происходит по двум основным путям, называемым кругами, соединённым в последовательную цепочку: малому и большому кругу кровообращения.
По малому кругу кровь циркулирует через лёгкие. Движение крови по этому кругу начинается с сокращения левого предсердия, после чего кровь поступает в правый желудочек сердца, сокращение которого толкает кровь в лёгочный ствол. Циркуляция крови в этом направлении регулируется предсердно-желудочковой перегородкой и двумя клапанами: трёхстворчатым (между правым предсердием и правым желудочком), предотвращающим возврат крови в предсердие, и клапаном лёгочной артерии, предотвращающим возврат крови из лёгочного ствола в правый желудочек. Лёгочной ствол разветвляется до сети лёгочных капилляров, где кровь насыщается кислородом за счёт вентиляции лёгких. Затем кровь через лёгочные вены возвращается из лёгких в левое предсердие.
Большой круг кровообращения снабжает насыщенной кислородом кровью органы и ткани. Правое предсердие сокращается одновременно с правым и толкает кровь в левый желудочек. Из левого желудочка кровь поступает в аорту. Аорта разветвляется на артерии и артериолы, идущие в различные части организма и заканчивающиеся капиллярной сетью в органах и тканях. Циркуляция крови в этом направлении регулируется предсердно-желудочковой перегородкой, двустворчатым (митральным) клапаном и клапаном аорты.
Таким образом, кровь движется по большому кругу кровообращения от левого желудочка до правого предсердия, а затем по малому кругу кровообращения от правого желудочка до левого предсердия.